# Vladyslav Shcherban
Vladyslav Shcherban, né le 16 mai 1998, est un coureur cycliste ukrainien. 

## Palmarès sur route

### Par année
- 2023
  - 2e du championnat d'Ukraine du contre-la-montre

### Classements mondiaux
| Année           | 2020   |
| --------------- | ------ |
| UCI Europe Tour | 1 525e |

## Palmarès sur piste

### Championnats nationaux
- 2018
  -  Champion d'Ukraine de l'américaine (avec Vitaliy Hryniv)
  -  Champion d'Ukraine de poursuite par équipes[n 1]
- 2019
  -  Champion d'Ukraine de poursuite par équipes[n 2]
  - 3e du championnat d'Ukraine du scratch
- 2023
  -  Champion d'Ukraine de poursuite par équipes[n 3]
  - 2e du championnat d'Ukraine de l'omnium
  - 3e du championnat d'Ukraine du scratch
  - 3e du championnat d'Ukraine de l'américaine

### Championnats d'Europe
| Édition / Épreuve   | Course à l'élimination |
| Gand 2019 (espoirs) | Bronze                 |